# Święta Góra (koło Kamieńca)
Święta Góra (do 1945 niem. Der Heilige Stadtberg) – wzniesienie o wysokości 45 m n.p.m. nad Odrą Zachodnią w północno-zachodniej Polsce, położone w województwie zachodniopomorskim, w powiecie polickim, w gminie Kołbaskowo. Znajduje się ok. 1,5 km na wschód od Kamieńca, w bezpośrednim sąsiedztwie cennych przyrodniczo wąwozów chronionych w rezerwacie przyrody Kamienieckie Wąwozy im. prof. Janiny Jasnowskiej.
W okresie brązu na Świętej Górze powstało osiedle grodowe ludności kultury łużyckiej. Zostało ponownie zasiedlone we wczesnym średniowieczu przez ludność słowiańską, która zbudowała tu gród obronny. Gród opuszczony został w XII w. Na początku XX w. intensywne badania archeologiczne prowadził tutaj niemiecki badacz Carl Schuchhardt, który wprowadził nazwę Der Heilige Stadtberg.
W bezpośrednim sąsiedztwie wzniesienia, nad niewielkim strumieniem, znajdował się młyn wodny i karczma Schwarze Katze, popularny przed II wojną światową cel wycieczek szczecinian.